# Lago Großer Pälitz
El lago Großer Pälitz (en alemán: Großer Pälitzsee) es un lago situado en el distrito de Llanura Lacustre Mecklemburguesa —junto al límite con el estado de Brandeburgo—, en el estado de Mecklemburgo-Pomerania Occidental (Alemania), a una altitud de 56.1 metros; tiene un área de 258 hectáreas.